# Водіння кози

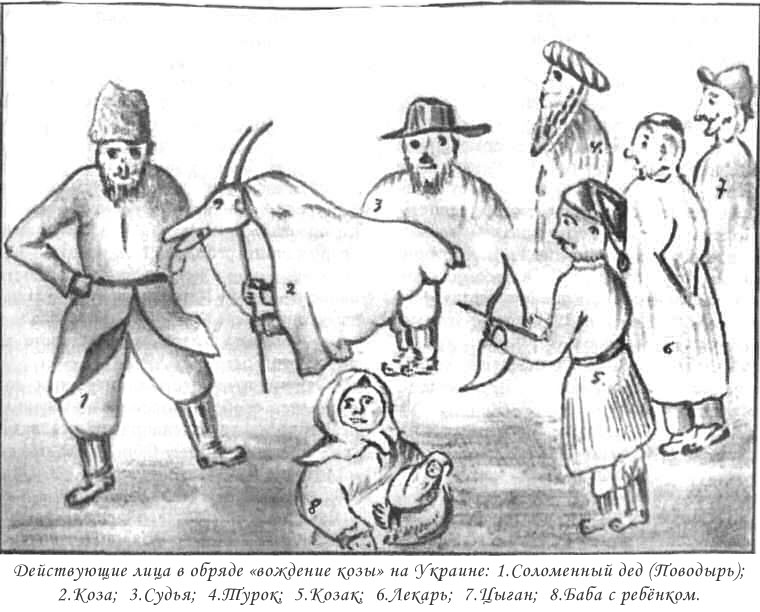
Українські персонажі обряду. 1926 р.

Водіння кози — одна з найдавніших різдвяних містерій, що збереглася до наших днів і відбувається у щедрий вечір.

## Походження звичаю

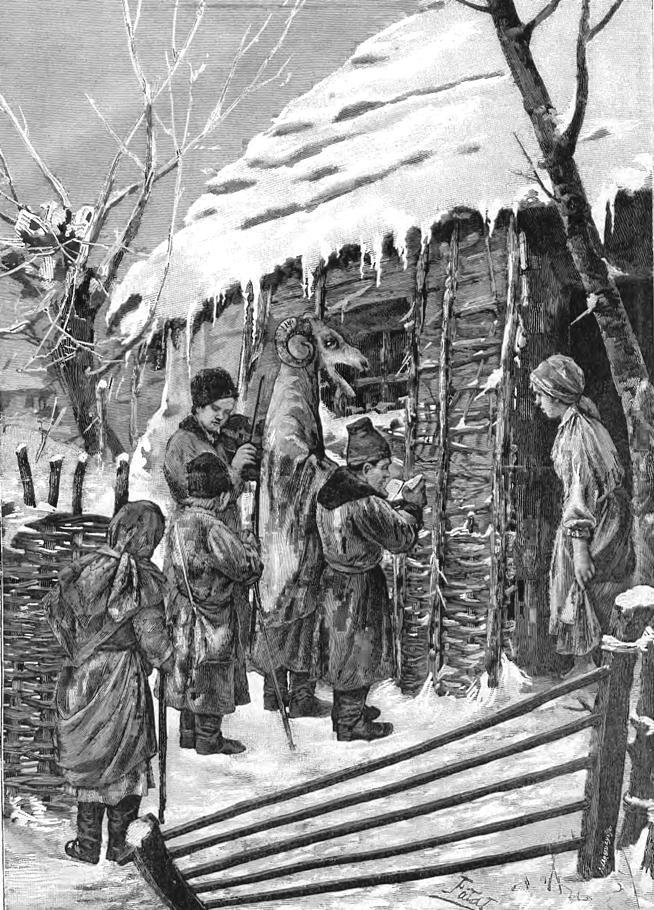
Водіння тура за рисунком 1883 р.

Маска кози відома в багатьох слов'янських і неслов'янських народів, її походження пов'язане з аграрно-магічними культами і вшануванням тотемних тварин.
Цей звичай може бути пов'язаний з римськими Брумаліями, коли також відбувалися просякнені магічністю й театральністю свята (24 листопада — 17 грудня, присвячені Діонісові), на які учасники одягали цапині маски. Можливо, обхід із козою — це залишок давнього вірування, згідно з яким «душа лану (сіножаті та рослини взагалі) є козло- або козоподібна істота, що її переслідують женці, й вона ховається в останній сніп».
Сучасні науковці (В. Войтович, О. Знойко, М. Лановик та З. Лановик) вважають, що Щедрий вечір — це свято народження Місяця, а оскільки «грецьку богиню Місяця Артеміду завжди зображували з ланню або з козою, й це пізніше дало підстави вважати її також богинею полювання», то О. Знойко робить висновок, що «коза споконвіку була атрибутом місячного божества», і, відповідно, в Україні коза теж уособлювала місяць і вважалась прапредком дослов'янських племен, а отже, логічним було прив'язати обряд «водіння кози» до дня народження Місяця — Щедрого вечора. Але ця версія є суперечливою та не має підтвердження в міфах інших слов'ян, на відміну від попередньої, оскільки схожі повір'я про те, що «дух хліба приймає облік козла», відомі багатьом європейським народам.
Вірування у здатність кози впливати на родючість існують і в інших народів, що дає підстави деяким дослідникам вважати обряди з козою запозиченими, порівн.: «Водіння кози» — "це, певне, запозичений від римських Сатурналій звичай, а коза віщувала урожай: «достатньо пригадати козлоногих фавнів, покровителів лісів, полів і стад та присвячені ним розгульні свята римських луперкалій…».
С. Килимник стверджує, що «коза, як символ урожаю був і в інших античних країнах, зокрема у Греції».
На думку В. Проппа, не можливо визнати обряди з козою запозиченими, оскільки вони відомі багатьом європейським народам та пояснюються «формами мислення, пов'язаними з раннім землеробством».
Існує припущення про зв'язок кози з небесним тілом: ще античні астрономи зазначали, що на зимовому небі одним із найяскравіших є сузір'я Візничого, головною зіркою якого є яскрава жовтувата Капелла (α Візничого), що в перекладі на слов'янські мови значить Коза.
Походження маски кози пов'язано з аграрно-магічними культами і шануванням тотемних тварин. Маска кози відома багатьом слов'янським і неслов'янським народам. Центральним моментом ритуального дійства є танець «Кози», її «вмирання» та «воскресіння», що символізує колообіг завмирання та відродження природи.
Ціла низка дослідників вважає, що коза і вовк є тотемними тваринами племен, з яких сформувався український народ. Серед них — О. Знойко, В. Давидюк, Г. Лозко. При цьому коза як тотем притаманна для переважної частини України від Київщини й Чернігівщини до Гуцульщини в Карпатських горах, а ознаки вовка як тотема поширені на волинському Поліссі й частково чернігівському Поліссі. О. Знойко описав обряд водіння кози на Чернігівщині, де співається про те, що коза постраждала від московитів, а рятує її озброєний козак.
Поширення символіки кози-тотема як символу врожаю серед інших античних народів Європи можна пояснити давністю існування цього культу з часів арійської спільності народів (за 1000 років до нашої ери). Це питання тісно пов'язане з питанням етногенезу українського народу і загалом слов'ян, а також походженням індоєвропейської цивілізації (Г. Лозко, О. Знойко). Якщо коза була тотемом племен арійської доби, то не може бути й мови про запозичення слов'янами цього культу від греків чи римлян.

## Опис обряду
«Коза» — це своєрідна ритуальна вистава, де кожен учасник має відповідне до свого персонажа вбрання. Головними дійовими особами є «Дід» і «Коза».
Під час ритуалу і згідно з текстом пісні Дід «убиває» Козу палицею, а потім «тужить» за нею й намагається оживити. Це йому вдається за допомогою ритуальних дій — співу та пританцьовування, а також дарів, що мають піднести господарі. У багатьох місцевих традиціях Лівобережжя Козу оживляє Лікар. Ідея перемоги життя над смертю, що символічно втілюється в обряді, мала для суспільства давніх скотарів та землеробів особливо актуальне значення в період зимового сонцестояння, коли було ще так далеко до весняного оновлення природи.
Обряд сприймався як магічний акт активізації природних сил, які мали забезпечити відродження землі, рослин і всього живого та корисного людині. Варто зауважити, що очільником ритуального дійства був Дід-жрець, який під час ритуалу приносив Козу в жертву поганським богам, отримуючи взамін для людей майбутнє тепло, урожай і життя. Але суттєва різниця полягає в способі інтонування, який значною мірою залежить від віку співаків та умов виконання. Учасники «Кози» — це вже дорослі парубки, інколи — одружені чоловіки. Обряд відбувається в хаті.
Обряд «водіння Кози» дійшов до нас в іншому вигляді, оскільки видозмінювався упродовж століть, і тепер його можна вважати імітацією давнього обряду. У минулому це народне драматизоване дійство виконувалося процесією жерців, які водили «священну» тварину, що символізувала божество, або вважалась прадавнім тотемом народу. Тепер він трансформувався в народну виставу пародійно-гумористичного змісту.
Дійство організовується гуртом парубків, які ходять по хатах із символічною зіркою-провісницею (її роблять на зразок вавилонської — восьмикутною), або ж з символічною семикутною зіркою. Роль кози, як правило, виконує малий хлопець, одягнутий у вивернутий кожух з прилаштованими рогами. Цей хлопець у руках носить вирізану з дерева (липи) і оббиту козячою шкірою маску кози. Голова кози може мати рухому нижню щелепу з бородою, що клацає під час вистави. Містерія починається і супроводжується сакральними замовляннями, звертанням до тотемного предка:
|  | «Кізонько-лебедонько, стань на порозі на одній нозі, — ввійдеш до хати, будемо скакати… Гоцки, гоцки!» |

У тих регіонах України, де вовк є тотемом, під час новорічних народних вистав свята Щедрого вечора щедрувальники вдягалися не лише в шкіру кози, але й у шкіру вовка. Етнограф В. Скуратівський писав про те, що на Волині відбувалися «вовчі свята». Фольклористами записано на Чернігівщині пісню при щедровечірньому водінні кози, де згадується також і вовк.
Поряд з основним персонажем у святковій грі «Маланка» — діяли Дід, Баба, Жид, Жидівка, Циган, Циганка, Шандар, Лікар, Козак, Журавель. Діти розігрували дещо простіші вистави: так, на Київщині зафіксовано ходіння Кози й Кота.
Вітаючи господарів зі святами, учасники обрядового дійства розігрують гумористичні сценки: «сварки діда і баби», «доїння кози», «продаж кози на ярмарку», «її вбивство та лікування». Веселі діалоги народної вистави доповнюються пантомімою і танцями.
|  | «На роги кози іноді чіпляли дзвоник і уквітчували їх кольоровими стрічками». |

Містерія завжди розпочиналася і супроводжувалася сакральними піснями-замовляннями, звертанням до тотемного предка: «Го-го-го, коза, го-го сірая…»

### Опис обряду на Чернігівщині
О. Знойко описав обряд водіння кози, в якому виразно проглядається символіка кози як тотема, що уособлює весь народ, та в зашифрованій формі розповідається про історію українців у недалекому минулому — поневолення Московським царством, а також натяк на шлях визволення — збройний опір (лікаря для померлої кози шукає озброєний козак).
Нижче подається опис обряду О. Знойком.
«Автор ще підлітком брав участь у щедровечірніх містеріях з козою на Чернігівщині, які він спостерігав у Ніжині на західних околицях міста (Галатівка, Лихокутівка, Євлашовка, Авдіївка). Виконавцями звичайно був гурт з 12-15 хлопців віком з 13 до 20 років. Це були переважно діти ремісників: бондарів, теслярів, кравців, чоботарів, пічників, склярів та ін. Керував ними хтось із знавців ритуальної справи. Зорю робили велику, надзвичайно майстерно: кожен промінь зорі являв собою окрему скляну камеру в дерев'яній оправі з картинкою Віфліємських міфів. Зоря оберталася, а лампочка всередині освітлювала по черзі картини Віфліємського міфа.
Іноді зорю робили восьмикутну — на зразок вавилонської, як її ліпили зрідка бабусі на пасках, перед тим як нести їх святити. Впадало у вічі, що хлопці ходили, поспішаючи але дуже поважно й урочисто, не затримуючись ні на вулиці, ні по хатах. Не було ніякої штовханини, метушні, жартів чи зайвого сміху. Повідомлялося про новину, що її принесла людству вістунка Зоря — провісниця народження Всесвіту на Різдво.
Перед будинком, ще на сходах передпокоїв, гриміло парубоцьке:
Ого-го, коза.
Ого-го, сіра.
Господарі широко розчинили двері на вулицю, і морозне повітря вривалося до теплої й прибраної хати разом із снігом на чоботях парубків. Не спиняючись і на мить, починався стародавній ритуал. Суворі й спокійні обличчя хлопців, котрі вдавали з себе служителів культу, контрастували з радісними й ласкавими очима господарів хати. У співах уже забулося про трагедію народу кози, що жив колись на Глибокому Полудні, й співали так:
Ого-го, коза,
Ого-го, сіра,
Недавно з Москви,
З довгими кістьми… і т.ін.
Підлітками ми, а мабуть, і дорослі не тямили, чи було козу (тотем і символ предка) вбито підступними ворогами, чи принесено в жертву богам. Але співали про смерть кози сумно, притишуючи голоси:
Вдарив дід козу: По сірому боку.
Тут коза впала,
Нежива стала.
Найменший хлопець у вивернутому кожусі, з прилаштованими рогами, котрий удає з себе козу, падав під ударом дідової палиці й здавався мертвим. З грудей виконавців вихоплювався тихий зойк.
Одразу з гурту вибігав хлопець, одягнутий козаком у баранячій шапці (всі інші в хаті, як звичайно, знімали шапки), підперезаний широким червоним поясом, із шаблею при боці або кинджалом. Козак звертався до господарів:
У вашім домі, вашім хоромі: приключилась нашій кізоньці біда.
Чи нема тут лікаря коновала,
щоб наша кізонька на ноги стала?
З'являвся лікар, одягнений у східний кольоровий халат, із ковпаком на голові, ставав навколішки біля мертвої кози, підносив до неба руки, шепотів, робив магічні жести, ворожив, але ніщо не допомагало. Коза лишалася мертвою. Лише ритмічне притишене й болісне „ой“ зривалося з уст парубоцького хору. Дивно, що ця примітивна сцена буквально гіпнотизувала виконавців і глядачів.
Нарешті „магія“ робила своє. „Коза“ ворушила головою. Звук полегшення розлягався по хаті. Лікар-маг-чарівник кидався в якийсь екзотичний танок навколо кози, а хлопчик, який виконував роль кози, підводився на ноги й знімав із себе машкару. Він схвильовано дивився довкола, і радість охоплювала всіх. Деякі бабусі хрестилися, а діди й усі присутні раділи воскресінню кози. Тієї ж миті хату, як громом, стрясав парубоцький хор:
Ого-го, коза,
Ого-го, сіра.
Хлопці вже гриміли чобітьми по сходах й вибігали на вулицю. Господарі, прихопивши пироги чи ковбаси, наздоганяли їх і кидали міхоноші в торбу гостинці. Щедро-вечірній репертуар був дуже розмаїтий і різнився по окремих передмістях і селах, але містерії з козою були невід'ємним обрядом свята. Щедрівки справляли велике гіпнотичне враження й викликали загальне захоплення.»

## «Водити козу»
Від обряду водіння кози походить український вислів «Водити козу», що означає імітування бурхливої, але безрезультатної діяльністі з негативним результатом. В сучасній інтерпретації цей вислів означає: після доброго застілля і чимало випитого шукати ще пригод на свою голову, зокрема де б іще почастуватися.